# The Subways
The Subways ist eine britische Indie-Rock-Band aus Hertfordshire.

## Geschichte
Die Band setzt sich zusammen aus Charlotte Cooper (Bass) und den Brüdern Billy Lunn (Gitarre, Gesang) und Josh Morgan (Schlagzeug), die alle zusammen aufwuchsen.
Wie viele andere Rockmusiker bekamen die beiden Brüder keinen Unterricht für ihre Instrumente, sondern spielten als Kinder hauptsächlich die Songs von Nirvana nach und erlernten diese so.
Den Bandnamen „The Subways“ (englisch für „Unterführungen“) hatte sich der Leadsänger und Gitarrist der Band Billy Lunn einfallen lassen. In seiner Heimatstadt floh er bei aufkommender Hektik während der Schul- und Arbeitspausen immer in eine Unterführung.
Ihr erstes Album Young for Eternity wurde in Großbritannien am 4. Juli 2005 veröffentlicht. Im deutschsprachigen Raum erlangte die Band 2006 durch eine groß angelegte Werbekampagne von Hugo Boss allgemeine Bekanntheit. Die Wahl der Fans für die Vertonung eines Werbespots fiel auf den Titel Oh Yeah, und die Band präsentierte dazu das Lebensgefühl des Produktes. Die Plattenfirma Warner Music platzierte zuvor schon das Lied Rock & Roll Queen für eine Rimmel-Kampagne und sorgte für den Sound der Band im Videospiel FIFA Street 2. 2007 wurde derselbe Song für den Film Stirb langsam 4.0 und 2008 im deutschen Film Die Welle gespielt.
2009 traten The Subways im Rahmen des Unplugged-Konzerts der Sportfreunde Stiller in München auf und spielten Rock’n’ Roll Queen mit dem deutschen Trio. Dieser Song wurde auch in dem Film Rock N Rolla von Guy Ritchie aus dem Jahre 2008 verwendet, in dem die Band einen Gastauftritt hat, und im Vorspann der Pro7-Sketch-Serie Broken Comedy. The Subways traten während der 7. Episode der 3. Staffel der Fernsehserie O.C., California auf und spielten im lokalen Musiktreffpunkt 'the Bait Shop' Rock & Roll Queen und Oh Yeah. Die Episode endet mit dem Lied I Want to Hear What You Have Got to Say.
Im Februar 2008 trennten sich Billy und Charlotte nach einer mehrjährigen Beziehung. Nach eigener Aussage wird dieser Umstand nicht den Fortbestand der Band beeinflussen. Im Juni 2008 erschien das Album All or Nothing. Die Titel Girls & Boys und Alright waren die ersten Singleauskopplungen der Platte.
Am Ende ihres Auftritts beim österreichischen FM4 Frequency Festival (August 2009) gaben sie bekannt, dass sie nun mit den Arbeiten an einem nächsten Album beginnen werden. Auf dem Hurricane Festival 2011 spielten sie bereits drei neue Lieder und kündigten ihr Album für September 2011 an. Die erste Single It’s a Party aus dem Album Money & Celebrity konnte man über die Homepage der Band kostenlos herunterladen. Weitere Singleauskopplungen waren We Don’t Need Money to Have a Good Time, den es auch als Bonustitel mit deutschem Refrain gibt, und Kiss Kiss Bang Bang.
Am 16. Februar 2013 gab die Band bekannt, dass sie im Studio mit den Vorarbeiten für ein viertes Album begonnen haben. Das Album The Subways wurde am 6. Februar 2015 in Großbritannien veröffentlicht. Auch in Deutschland ist es auf dem Markt und die Band spielt während des Jahres 2015 mehrere Konzerte in Europa.
Am 15. April 2016 veröffentlichte die Band Acoustic Adventures at Yfe Studios, eine EP mit akustischen Liedern, darunter zwei Coverversionen.
Am 2. Dezember 2019 veröffentlichte die Band eine 15-jährige Jubiläumsausgabe von Young for Eternity und All or Nothing mit bisher ungehörtem und unveröffentlichtem Material auf CD, als Download und in limitierter Vinyl-Edition. Auf die Veröffentlichung war eine spezielle Tournee geplant, auf der die gesamten Alben im Jahr 2020 gespielt werden sollten. Aufgrund der Corona-Pandemie wurde die Tour größtenteils abgesagt.

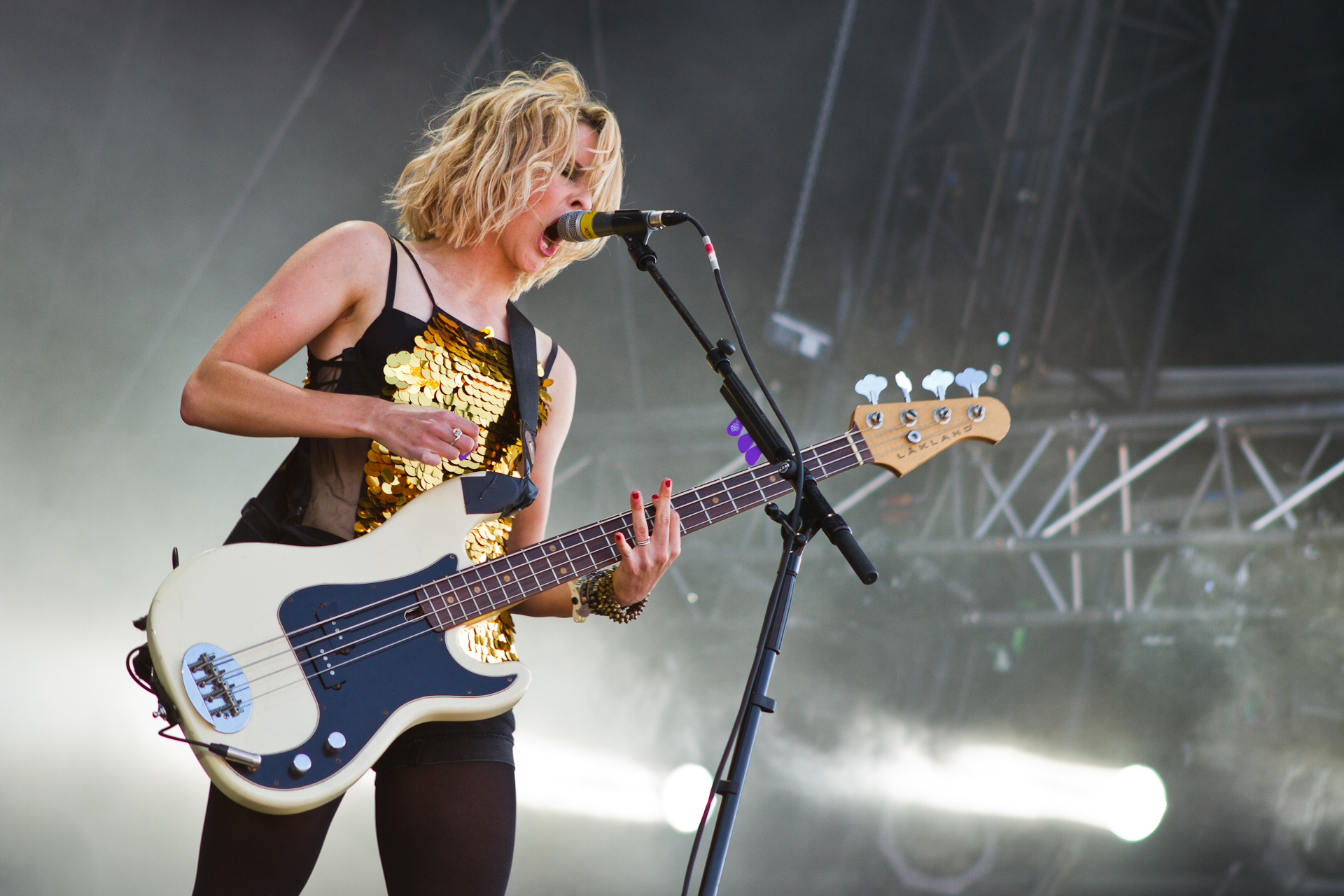
Charlotte Cooper auf dem Southside Festival 2014

## Diskografie

### Studioalben
| Jahr | Titel               | Höchstplatzierung, Gesamtwochen, AuszeichnungChartplatzierungen (Jahr, Titel, Platzierungen, Wochen, Auszeichnungen, Anmerkungen) | Höchstplatzierung, Gesamtwochen, AuszeichnungChartplatzierungen (Jahr, Titel, Platzierungen, Wochen, Auszeichnungen, Anmerkungen) | Höchstplatzierung, Gesamtwochen, AuszeichnungChartplatzierungen (Jahr, Titel, Platzierungen, Wochen, Auszeichnungen, Anmerkungen) | Höchstplatzierung, Gesamtwochen, AuszeichnungChartplatzierungen (Jahr, Titel, Platzierungen, Wochen, Auszeichnungen, Anmerkungen) | Anmerkungen                              |
| Jahr | Titel               | DE | AT | CH | UK | Anmerkungen                              |
| ---- | ------------------- | --- | --- | --- | --- | ---------------------------------------- |
| 2005 | Young for Eternity  | DE65 (7 Wo.)DE | — | — | UK32 Gold · (10 Wo.)UK | Erstveröffentlichung: 4. Juli 2005       |
| 2008 | All or Nothing      | DE18 (6 Wo.)DE | AT42 (2 Wo.)AT | CH40 (1 Wo.)CH | UK17 (2 Wo.)UK | Erstveröffentlichung: 30. Juni 2008      |
| 2011 | Money and Celebrity | DE16 (2 Wo.)DE | AT51 (1 Wo.)AT | CH58 (1 Wo.)CH | UK43 (1 Wo.)UK | Erstveröffentlichung: 19. September 2011 |
| 2015 | The Subways         | DE30 (1 Wo.)DE | AT63 (1 Wo.)AT | — | UK45 (1 Wo.)UK | Erstveröffentlichung: 6. Februar 2015    |
| 2023 | Uncertain Joys      | — | — | — | — | Erstveröffentlichung: 13. Januar 2023    |

### EPs
- The Platypus EP (2000)
- I Lost You to the City EP (2002)
- Summertime EP (2003)
- Rock & Roll Queen EP (2004)
- Milk EP (2004)
- No Heart No Soul EP (2005)
- Young for Eternity EP (2005)
- At 1am EP (2005)
- Mary EP (2006)
- We Don't Need Money to Have a Good Time EP (2011)
- It's a Party EP  (2011)
- Kiss Kiss Bang Bang EP (2015)

### Singles
| Jahr | Titel Album                          | Höchstplatzierung, Gesamtwochen, AuszeichnungChartplatzierungen (Jahr, Titel, Album, Platzierungen, Wochen, Auszeichnungen, Anmerkungen) | Höchstplatzierung, Gesamtwochen, AuszeichnungChartplatzierungen (Jahr, Titel, Album, Platzierungen, Wochen, Auszeichnungen, Anmerkungen) | Höchstplatzierung, Gesamtwochen, AuszeichnungChartplatzierungen (Jahr, Titel, Album, Platzierungen, Wochen, Auszeichnungen, Anmerkungen) | Anmerkungen                              |
| Jahr | Titel Album                          | DE | UK | US | Anmerkungen                              |
| ---- | ------------------------------------ | --- | --- | --- | ---------------------------------------- |
| 2005 | Oh Yeah Young for Eternity           | — | UK25 (3 Wo.)UK | — | Erstveröffentlichung: 21. März 2005      |
| 2005 | Rock & Roll Queen Young for Eternity | DE81 (6 Wo.)DE | UK22 (4 Wo.)UK | US— GoldUS | Erstveröffentlichung: 20. Juni 2005      |
| 2005 | With You Young for Eternity          | — | UK29 (2 Wo.)UK | — | Erstveröffentlichung: 12. September 2005 |
| 2005 | No Goodbyes Young for Eternity       | — | UK27 (2 Wo.)UK | — | Erstveröffentlichung: 12. Dezember 2005  |
| 2008 | Alright All or Nothing               | — | UK44 (1 Wo.)UK | — | Erstveröffentlichung: 23. Mai 2008       |

Weitere Singles
- 1am (2004)
- Mary (2005)
- I Want to Hear What You Have to Say (2005)
- Girls & Boys (2008)
- Shake! Shake! (2008)
- It’s a Party (2011)
- We Don’t Need Money to Have a Good Time (2011)
- Kiss Kiss Bang Bang (2012)
- My Heart Is Pumping to a Brand New Beat (2014)
- I’m in Love and It’s Burning in My Soul (2014)
- Taking All the Blame (2015)